# Monoxenus bufoides
Monoxenus bufoides là một loài bọ cánh cứng trong họ Cerambycidae.